# ستيف بيترز (سياسي كندي)
ستيف بيترز هو سياسي كندي، ولد في 19 يناير 1963 في سانت توماس في كندا. حزبياً، نشط في الحزب الليبرالي في أونتاريو ‏. وقد انتخب عضو برلمان مقاطعة أونتاريو وانتخب رئيس برلمان مقاطعة أونتاريو ‏.